# Álex Collado
Álex Collado Gutiérrez (ur. 22 kwietnia 1999 w Sabadell) – hiszpański piłkarz występujący na pozycji pomocnika w saudyjskim klubie Al-Okhdood, do którego jest wypożyczony z Realu Betis.

## Kariera klubowa
Urodzony w Sabadell, Collado dołączył do młodzieżówek Barcelony w 2009 roku, przed tym reprezentował Espanyol oraz CE Mercantil. Był w kadrze Barcelony, która wygrała Ligę Młodzieżową UEFA w sezonie 2017/18, pokonując Chelsea w finale 3–0. Po przejściu wszystkich etapów w futbolu młodzieżowym, 17 marca 2018 roku Álex zaliczył debiut w Barcelonie B w Segunda División w zremisowanym 1–1 meczu przeciwko Lorca FC. Pierwszą bramkę dla Barçy B strzelił 15 grudnia 2018 roku w wygranym 2–1 spotkaniu z Lleidą Esportiu. Debiut w seniorskiej drużynie Barcelony zaliczył 4 maja 2019 roku, wychodząc w wyjściowym składzie w meczu przeciwko Celcie Vigo. Przed sezonem 2020/21, Collado został mianowany kapitanem Barcelony B. 7 stycznia 2022 roku, FC Barcelona ogłosiła dojście do porozumienia w sprawie półrocznego wypożyczenia Collado do Granady.

## Statystyki kariery
Stan na 9 lipca 2023 roku
| Klub               | Sezon              | Liga  | Liga   | Puchar kraju | Puchar kraju | Liga Mistrzów | Liga Mistrzów | Inne  | Inne   | Suma  | Suma   |
| Klub               | Sezon              | Mecze | Bramki | Mecze        | Bramki       | Mecze         | Bramki        | Mecze | Bramki | Mecze | Bramki |
| ------------------ | ------------------ | ----- | ------ | ------------ | ------------ | ------------- | ------------- | ----- | ------ | ----- | ------ |
| FC Barcelona B     | 2017/18            | 1     | 0      | –            | –            | –             | –             | –     | –      | 1     | 0      |
| FC Barcelona B     | 2018/19            | 36    | 5      | –            | –            | –             | –             | –     | –      | 36    | 5      |
| FC Barcelona B     | 2019/20            | 24    | 5      | –            | –            | –             | –             | –     | –      | 24    | 5      |
| FC Barcelona B     | 2020/21            | 21    | 8      | –            | –            | –             | –             | 1     | 0      | 22    | 8      |
| FC Barcelona B     | Ogólnie            | 82    | 18     | –            | –            | –             | –             | 1     | 0      | 83    | 18     |
| FC Barcelona       | 2018/2019          | 1     | 0      | 0            | 0            | 0             | 0             | 0     | 0      | 1     | 0      |
| FC Barcelona       | 2019/2020          | 1     | 0      | 0            | 0            | 0             | 0             | 0     | 0      | 1     | 0      |
| FC Barcelona       | Ogólnie            | 2     | 0      | 0            | 0            | 0             | 0             | 0     | 0      | 2     | 0      |
| Granada CF (wyp.)  | 2021/2022          | 17    | 2      | –            | –            | –             | –             | –     | –      | 17    | 2      |
| Elche CF (wyp.)    | 2022/2023          | 15    | 1      | 2            | 0            | –             | –             | –     | –      | 17    | 1      |
| Ogólnie w karierze | Ogólnie w karierze | 116   | 21     | 2            | 0            | 0             | 0             | 1     | 0      | 119   | 21     |

## Sukcesy

### FC Barcelona
- LaLiga: 2018/19[8]
- Puchar Hiszpanii: 2020/2021[9]
- Liga Młodzieżowa UEFA: 2017/18[2]